# Thanatus lanceolatus
Thanatus lanceolatus är en spindelart som beskrevs av Simon 1875. Thanatus lanceolatus ingår i släktet Thanatus och familjen snabblöparspindlar. Inga underarter finns listade i Catalogue of Life.